# Biston umbrata
Biston umbrata là một loài bướm đêm trong họ Geometridae.